# Mikołaj Klimek
Mikołaj Klimek (ur. 19 lutego 1972 w Krakowie, zm. 12 lipca 2020 w Warszawie) – polski aktor dubbingowy, teatralny, filmowy i telewizyjny, lektor i fotograf.

## Życiorys
Urodził się i dorastał w Krakowie, gdzie w 1997 ukończył studia na PWST. Jego przedstawienia dyplomowe – Babiniec i Iwona, Księżniczka Burgunda – reżyserowali Mikołaj Grabowski i Jan Peszek. Współpracował z takimi reżyserami jak: Jerzy Grzegorzewski, Maciej Prus, Kazimierz Kutz, Kazimierz Dejmek, Jerzy Stuhr, Marek Kondrat, Andrzej Seweryn, Janusz Wiśniewski czy Laco Adamik. Grał w Starym Teatrze w Krakowie (1995), Teatrze Polskim w Szczecinie (1997) i Teatrze Narodowym w Warszawie (w latach 1998–2010).
Zajmował się dubbingiem. Użyczał głosu do filmów, kreskówek i gier komputerowych. Był także lektorem. Czytał reklamy, prezentacje multimedialne i filmy.
Zajmował się również fotografią. W 2008 ukończył Warszawską Szkołę Fotografii Mariana Schmidta.
Zmarł 12 lipca 2020 w wieku 48 lat. Zasłabł podczas jazdy na rowerze; przyczyną śmierci prawdopodobnie był zawał serca bądź udar mózgu.

## Filmografia

### Aktor
- 2020: M jak miłość jako pacjent (odc. 1493)
- 2020: Zenek jako menel
- 2019: Na sygnale jako Janusz (odc. 227)
- 2019: Motyw jako psycholog (odc. 8)
- 2019: Wojenne dziewczyny jako policjant (odc. 31)
- 2019: Na Wspólnej jako Jerzy Kłapyta (odc. 2935)
- 2018: Korona królów jako Kunczko, sługa Bolka (odc. 5–87, 97, 99, 105, 111, 126, 136–137, 141, 149–153)
- 2017: Barwy szczęścia jako urzędnik (odc. 1705)
- 2017: M jak miłość jako facet w kawiarni Kingi (odc. 1276)
- 2016: Pierwszy dzień lata jako nieznajomy
- 2014: M jak miłość jako mężczyzna (odc. 1080)
- 2014: Na dobre i na złe jako doktor Mateusz Wyszyński (odc. 553)
- 2010: Klan jako mężczyzna przebrany za Świętego Mikołaja (odc. 1992)
- 2006: Na Wspólnej jako koordynator medyczny (odc. 739)
- 2005: Lawstorant jako Jacuś, szef nielegalnego kasyna
- 2005: Na dobre i na złe jako komornik (odc. 241)
- 2005: Na Wspólnej jako Czarek (odc. 494)
- 2005: Pensjonat pod Różą jako Wojtek Milewski, lokator mieszkania Danuty Kraińskiej (odc. 54, 63, 65–66)
- 2004: Na dobre i na złe jako strażnik (odc. 203)
- 2003: M jak miłość jako kierowca Marii Zduńskiej (odc. 145, 149)
- 2003: Plebania jako pokerzysta (odc. 314)
- 2003: M jak miłość jako klient banku (odc. 127)
- 2003: Pogoda na jutro jako mężczyzna oferujący pod szpitalem usługi zakładu pogrzebowego
- 2002: Graczykowie, czyli Buła i spóła (odc. 40)
- 2002: Kasia i Tomek jako policjant, znajomy Stefana (odc. 23)
- 2000: Miodowe lata jako tajniak (odc. 78)
- 2001: Marszałek Piłsudski (odc. 6)
- 2000: Złotopolscy jako Bruber, diller narkotyków (odc. 224)
- 2000: Miodowe lata jako strażak (odc. 50)
- 1999: Klan jako kelner (odc. 273)
- 1999: Prawo ojca jako strażnik
- 1999: Tydzień z życia mężczyzny
- 1997–1998: 13 posterunek jako strażak (odc. 17 i 22)
- 1997: Klan jako barman (odc. 111)
- 1997: Złotopolscy jako Kontrahent Tomka Gabriela (odc. 26)

### Dubbing
- 2018: Święta Angeli
- 2018: Spider-Man: Uniwersum – Scorpion
- 2018: Paweł, apostoł Chrystusa –
  - lektor napisu ekranowego w środku filmu,
  - czarnoskóry chrześcijanin uwięziony z Łukaszem,
  - jeden z rzymskich żołnierzy
- 2018: Jabłko i Szczypior –
  - Tata Szczypiora (odc. 1, 6),
  - Wysuszony (odc. 6)
- 2018: Najlepszy najgorszy weekend – Tata Argo (odc. 1–3, 7–8)
- 2018: ReBoot: The Guardian Code – Pan Daleski (odc. 5)
- 2018: Rozczarowani – Porywacz (odc. 8)
- 2018: Sirius the Jaeger – Inspektor (odc. 1)
- 2018: Super Drags – Janjão (odc. 4–5)
- 2018: Wojownicze Żółwie Ninja: Ewolucja
- 2018: Kuba Guzik: Na tajemniczym lądzie
- 2018: Duża ryba i begonia – Kamienny lew
- 2018: Bella i Sebastian 3
- 2018: Rampage: Dzika furia – jeden z żołnierzy
- 2018: Paweł, apostoł Chrystusa
- 2018: Hej Arnold! Przygoda w dżungli
- 2018: Player One –
  - Lektor reklamy X1,
  - Pracownik IOI,
  - Reb
- 2018: Tomb Raider
- 2018: Maria Magdalena
- 2018: Pszczółka Maja: Miodowe igrzyska – Kapitan
- 2018: Tedi i mapa skarbów
- 2017: Między nami wampirami – Szlama
- 2017: Tomek i przyjaciele: Wyprawa poza wyspę Sodor – Gruby Zawiadowca
- 2017: My Little Pony: Film –
  - Bulk Biceps,
  - Ochroniarz Songbird Serenade #2,
  - gwary i epizody
- 2017: Lego Ninjago: Film
- 2017: Lego Scooby-Doo! Klątwa piratów – Szeryf
- 2017: Destiny 2 – Banshee-64
- 2017: Gamba – Yoisho
- 2017: Moje wakacje z Rudym – Durack
- 2017: Mała Wielka Stopa – Simpson
- 2017: Kuba i sekretna receptura – Dyrektor szkoły
- 2017: Scooby Doo i upiorny strach na wróble – Abner
- 2017: Muppety na Wyspie Skarbów – Martwy Tom
- 2017: Jeździec bawołów – Kamron
- 2017: Piraci z Karaibów: Zemsta Salazara – jeden z admirałów marynarki
- 2017: Archie – cyberpies
- 2017: Koko smoko – Bazyli
- 2017: Riko prawie bocian – Właściciel baru
- 2017: Sniper: Ghost Warrior 3
- 2017: Alfa i Omega: Zima zła – jeden z niedźwiedzi
- 2017: Ozzy – Dominic
- 2017: Ostatni smok świata – Potwór
- 2017: Tarzan i Jane – Earl
- 2017: Scooby Doo: Mechaniczny pies – Głos rakiety
- 2017: Big Mouth –
  - Pacjent (odc. 16),
  - Gremlin (odc. 20),
  - Potwór Hormon Stan (odc. 20)
- 2017: Claude – Lord Flanco
- 2017: Kacze opowieści –
  - Kapitan Haker (odc. 1),
  - Bysior Be (odc. 3, 6, 15, 21),
  - potwór (odc. 12)
- 2017: OK K.O.! Po prostu walcz – Bell Beefer (odc. 12, 23)
- 2017: Spider-Man – Kościogniot McGee (odc. 3)
- 2017: Siostry
- 2017: Star Wars: Siły przeznaczenia – Szturmowiec (odc. 3)
- 2017: The Seven Deadly Sins – Golgius (odc. 4–6)
- 2017: Zaplątani: Serial
- 2016: Justice League Action – lektor gry komputerowej (odc. 11)
- 2016: Kot-o-ciaki – tata Kleksa
- 2016: Królewska Akademia Bajek – Czarny Szczur #1 (odc. 41)
- 2016: Maggie i Bianca: Fashion Friends – Christoph
- 2016: Mój rycerz i ja
- 2016: Piratka i Kapitano –
  - Dodo Nicpoń,
  - Jednoząb
- 2016: Pokémon seria: Słońce i Księżyc – narrator
- 2016: Soy Luna – poseł (odc. 4–5)
- 2016: Winston i Dudley – Sierżant Sasza Szpryc
- 2016: Zagadki rodziny Hunterów
- 2016: Kacza gwiazdka: Święta u Mikiego – Święty Mikołaj
- 2016: Łotr 1. Gwiezdne wojny – historie
- 2016: Invizimals –
  - Tata Limy,
  - ÜberJackal
- 2016: Wilk w owczej skórze
- 2016: My Little Pony: Equestria Girls: Legenda Everfree – Bulk Biceps
- 2016: Tomek i przyjaciele: Wielki wyścig – Gruby Zawiadowca
- 2016: Dzielna syrenka i piraci z Kraboidów
- 2016: Bociany
- 2016: Scooby-Doo! i WWE: Potworny wyścig
- 2016: Sekretne życie zwierzaków domowych
- 2016: Legion samobójców – Waylon Jones/Killer Croc
- 2016: Kung Fu Panda: Tajemnice zwoju – Mistrz Psisko
- 2016: Niesamowity świat April
- 2016: 7 krasnoludków i Królewna Śnieżka – nowe przygody
- 2016: Tarzan: Legenda – Kwete
- 2016: BFG: Bardzo Fajny Gigant – Krwiopij
- 2016: Lego Gwiezdne wojny: Przebudzenie Mocy – admirał Statura
- 2016: Alicja po drugiej stronie lustra
- 2016: Kapitan Ameryka: Wojna bohaterów
- 2016: Dzielny kogut Maniek
- 2016: Yo-kai Watch – Prezes firmy produkującej zabawki
- 2016: Księga dżungli
- 2016: Łowca i Królowa Lodu
- 2016: Batman v Superman: Świt sprawiedliwości
- 2016: Sezon na misia 4: Strach się bać –
  - Ed,
  - Siergiej
- 2016: Kung Fu Panda: Sekrety mistrzów – Krokodyl
- 2016: Bogowie Egiptu
- 2016: Supa Strikas: Piłkarskie rozgrywki
- 2016: Scooby Doo i Czarny Rycerz – Charlie
- 2016: Zwyczajny film – Frank Smith
- 2016: Ben 10 –
  - Żelazny Kyle (odc. 2),
  - Karl (odc. 32),
  - Czaszka (odc. 35, 49),
  - tata Billy’ego Miliona (odc. 36),
  - policjant (odc. 44, 49)
- 2015: Gwiezdne wojny: Przebudzenie Mocy
- 2015: Rycerz Mike i wielka misja – Kowal
- 2015: Rise of the Tomb Raider
- 2015: Niesamowity świat April
- 2015: Rabusie fistaszków – Edek
- 2015: Hugo i łowcy duchów – lektor
- 2015: Na końcu świata – Marcus
- 2015: Tom i Jerry: Superagenci –
  - Spike,
  - agent Doktora Zina #1,
  - generał
- 2015: Kroniki Zorro
- 2015: Mały Książę – prezenter radiowy
- 2015: Henio Dzióbek – aspirant Cieć
- 2015: Ant-Man
- 2015: Twierdza: Krzyżowiec II
- 2015: W głowie się nie mieści
- 2015: Wiking Vic
- 2015: Minionki
- 2015: Turbo – Gigantus (Gigundes)
- 2015: Wszystkie kłamstwa Jacka – Rock
- 2015: Kraina jutra
- 2015: Avengers: Czas Ultrona
- 2015: Flintstonowie: Wielkie Łubu-dubu –
  - Mr. McMagma,
  - Grabarz
- 2015: Transformers: Robots in Disguise – Underbite
- 2015: Kopciuszek
- 2015: Kumple z dżungli – na ratunek – sęp
- 2015: Pokémon: Hoopa i starcie wszech czasów – narrator
- 2015: Królik Bugs: serial twórców Zwariowanych melodii –
  - barbarzyńca (odc. 7b, 39a, 42a, 44b, 58a, 81a),
  - kurzozwierz #2 (odc. 19b),
  - troll (szef firmy) (odc. 30a),
  - rybak #1 (odc. 30b),
  - Kal (odc. 35b),
  - ogr (odc. 40a),
  - ryba (odc. 48a)
- 2015: Między nami, misiami –
  - mężczyzna w tłumie (odc. 1),
  - jeden ze sprzedawców z jadłowozu (odc. 3),
  - szef kuchni (odc. 5),
  - leśnik (odc. 6),
  - głosy z tłumu (odc. 6),
  - jeden ze strażaków (odc. 7),
  - lektor reklamy Borsuka w głuszy (odc. 8),
  - przechodni (odc. 9),
  - kurier (odc. 10),
  - widzowie (odc. 11),
  - jeden z fotografów (odc. 13),
  - szef departamentu (odc. 38),
  - ochroniarz (odc. 42),
  - czarny mężczyzna (odc. 43),
  - kierowca śmieciarki #2 (odc. 48),
  - Ralph (odc. 52, 81),
  - Chomik (odc. S2),
  - policjant (odc. S3),
  - głos z głośnika (odc. S4)
- 2014: Tomek i przyjaciele: Opowieść o odwadze – Gruby Zawiadowca
- 2014: Uwolnić Mikołaja!
- 2014: Gwiazdka księżniczki łabędzi
- 2014: Geronimo Stilton
- 2014: Wróżkowie chrzestni: Rajskie tarapaty
- 2014: Doktor Jaciejakiegacie –
  - Kryształowa Czacha (odc. 2a, 4b, 9b, 11a, 13b, 17b, 20b, 21b, 23b, 24b, 25a, 25b),
  - Kłodoludź (odc. 6b),
  - złoblin #1 (odc. 8a),
  - Upsiański król (odc. 12b)
- 2014: Clarence –
  - lektor reklamy (odc. 3),
  - adwokat Robożaby (odc. 3),
  - Mitch, kierownik supermarketu (odc. 5),
  - potwór (odc. 6),
  - Bos, woźny (odc. 6),
  - dyrektor szkoły (odc. 9, 26, 35),
  - tata Percy’ego (odc. 9),
  - sanitariusz (odc. 14),
  - Mel, tata Suma (odc. 16, 27),
  - kloszard (odc. 20),
  - głos z komendy policji (odc. 24),
  - słoik z cukierkami (odc. 25)
- 2014: Lepszy model – trener
- 2014: Star Wars: Rebelianci
- 2014: Misja Lanfeusta – trolle
- 2014: Rycerz Mike i wyprawa na Smoczą Górę
- 2014: Mela i smoki – Drogi Smok
- 2014: Mega Spider-Man – Rhino
- 2014: Nosorożec Otto – dyrektor zoo
- 2014: Dzwoneczek i tajemnica piratów – Yang
- 2014: Strażnicy Galaktyki
- 2014: Calimero – Ambrogio
- 2014: Scooby Doo: WrestleMania – Tajemnica ringu – Kane
- 2014: Fru! – lektor
- 2014: Karol, który został świętym – Stefan
- 2014: Koko smoko – Bazyli
- 2014: Noe: Wybrany przez Boga – Szemhazaj
- 2014: Kapitan Ameryka: Zimowy żołnierz
- 2014: Cloud 9 – pan Rourke
- 2014: Tashi –
  - Olbrzym Chintu (odc. 1–2, 8, 32, 45),
  - jeden z mieszkańców (odc. 1),
  - jeden ze sprzedawców (odc. 1),
  - Tiki Poo (odc. 3, 9, 11, 18, 22–25, 29, 32–33, 38, 40, 42–43, 45, 47, 52),
  - jeden ze sprzedawców (odc. 3),
  - pan Mądry-jak-sowa (odc. 7–9, 11, 17–18, 20–25, 28, 33–34, 36, 38, 42–43, 46–47, 50–52),
  - demon Rorg (odc. 7, 20, 26),
  - kowal (odc. 8),
  - kapitan Sinobrody (odc. 11, 49),
  - jeden z młodych sprzedawców mango (odc. 11),
  - bandyta #2 (odc. 12),
  - bandyta #3 (odc. 12),
  - jeden z mieszkańców (odc. 18),
  - strażnik dojący krowę (odc. 19),
  - ogr (odc. 19),
  - mieszkańcy (odc. 20–22, 26, 30, 32, 33–34, 37, 42),
  - Tuczniak (odc. 21–22, 44, 49–50, 52),
  - Anchu (odc. 21, 30, 32, 35, 39–40, 44, 52),
  - rycerz w Księdze Baśni (odc. 23, 46),
  - jeden z piratów (odc. 27),
  - strażnik (odc. 30),
  - bandyci (odc. 31),
  - Borg Niezwyciężony (odc. 34),
  - demon-latarnia (odc. 35),
  - strażnicy (odc. 37),
  - jeden ze sługów Lilly (odc. 39),
  - jeden z bandytów (odc. 40),
  - jeden ze strażników (odc. 43),
  - groźny duch (odc. 44),
  - mieszkaniec (odc. 46),
  - mieszkańcy (odc. 47, 52)
- 2013: Samoloty
- 2013: Scooby Doo: Mechaniczny pies –
  - głos rakiety,
  - lektor
- 2013: Scooby Doo i upiorny strach na wróble –
  - Abner (wersja telewizji Polsat),
  - Lektor (wersja telewizji Polsat)
- 2013: Scooby Doo: Upiór w operze – ochroniarz
- 2013: Turbo
- 2013: Uniwersytet potworny
- 2013: Ratujmy Mikołaja!
- 2013: Pokémon: Diancie i Kokon Zniszczenia – narrator
- 2013: Kumba – kojot 1
- 2013: Power Rangers Megaforce – Bluefur
- 2013: Turbo
- 2013: Samoloty
- 2013: Szczury laboratoryjne
- 2013: Thor ratuje przyjaciół –
  - Beagley,
  - Fergus,
  - Babu
- 2013: Iron Man 3
- 2013: League of Legends – Yasuo
- 2013: Jej Wysokość Zosia –
  - Jadeitowy Jaguar (odc. 37),
  - Marsha (odc. 66),
  - Narrator (odc. 79, 88),
  - Król Roland I (odc. 99)
- 2013: Max Steel –
  - Wodny Elementor,
  - Troy Winter/Exxtroyer
- 2013: Sylwester i Tweety na tropie
- 2012: Renifer Niko ratuje brata – Speedy
- D2012: Przygody Myszki Miki i Kaczora Donalda –
  - Dżin z lampy,
  - Strażnik z parku Brownstone,
  - Wilk Bardzo Zły (odc. 40b)
- 2012–2015: Szczury laboratoryjne – komentator walk robotów (odc. 30)
- 2012: Ben 10: Omniverse –
  - Gniew,
  - Orzuk,
  - Eye Guy (Gała),
  - Benvicktor/Frankenszał
- 2012: Mega Spider-Man
- 2012: Całkiem nowe przygody Toma i Jerry’ego
- 2012: Asterix i Obelix: W służbie Jej Królewskiej Mości –
  - Dryblason,
  - Dekurion Pedagog
- 2012: Żółwik Sammy 2 – Marynarz #1
- 2012: Legenda Korry – Hiroshi Sato
- 2012: Iron Man: Armored Adventures – Nick Fury
- 2012: Barbie i podwodna tajemnica 2 – Przywódca skarabowatych
- 2012: Delgo – Oficer
- 2012: Dino mama
- 2012: Gwiazdka księżniczki łabędzi
- 2012: Koala Kid, nieustraszony miś – Kloc
- 2012: Let It Shine
- 2012: Mambo, Lula i piraci – Osiłek/Strażnik
- 2012: Pokémon: Kyurem kontra Miecz Sprawiedliwości – narrator
- 2012: Renifer Niko ratuje brata – Speedy
- 2012: Scooby Doo: Maska Błękitnego Sokoła – Jack Rabble
- 2012: Scooby Doo: Wielka draka wilkołaka –
  - Policjant #2,
  - Pracownik baru “U Grubcia”,
  - Detektyw
- 2012: Tom i Jerry: Robin Hood i jego Księżna Mysz –
  - kocur #3,
  - Braciszek Tuck
- 2012: Tomek i przyjaciele: Tajemnica Niebieskiej Góry – Gruby Zawiadowca
- 2012: Tomek i przyjaciele: Tajemnica zaginionej korony – Gruby Zawiadowca
- 2012: Wesołych świąt – Drake i Josh – Bludge
- 2012: Żółwik Sammy 2 – Marynarz #1
- 2011: Kumple z dżungli – na ratunek –
  - przywódca słoni (odc. 2),
  - jeden z hipopotamów (odc. 7),
  - jeden z krokodyli (odc. 21),
  - sęp (odc. 24, 38),
  - mandryl #2 (odc. 26),
  - Wielki Tony (odc. 34)
- 2011–2013: Looney Tunes Show –
  - jeden z policjantów w barze (odc. 2),
  - jeden ze strażaków (odc. 5),
  - mężczyzna na zjeździe (odc. 6),
  - mężczyzna w zoo (odc. 7),
  - policjant (odc. 7),
  - inny szpieg (odc. 10),
  - mężczyzna (odc. 12),
  - pan Murphy (odc. 15),
  - klient pizzerii (odc. 17)
- 2011: Maleńcy
- 2011: Miasto kur –
  - Włodek (odc. 14),
  - Kogutman (odc. 15)
- 2011: Nadzdolni – ochroniarz (odc. 46)
- 2011: Niesamowity świat Gumballa –
  - Lektor (odc. 19–22 – pierwsza wersja),
  - narrator filmu (odc. 99a),
  - Phillip „Sekator” (odc. 100a),
  - Humanoid (odc. 100b),
  - telewizyjny głos Gumballa (odc. 100b),
  - spiker Pokazu talentów w Elmore (odc. 102a),
  - Joao (odc. 102b),
  - agent (odc. 103a),
  - Goblin (odc. 107a, 108b)
- 2011: Ninjago: Mistrzowie Spinjitzu
- 2011–2012: Power Rangers Samurai –
  - Rofer (odc. 1, 21),
  - ojciec Kevina (odc. 5, 19),
  - Serrator (odc. 17),
  - Sierżant Kołowrót (odc. 22),
  - Szarańcza (odc. 37)
- 2011: Rycerz Mike – Kowal (odc. 14, 17, 22, 27, 29–30, 32–33, 35, 39, 42, 46–47, 52, 105, 108, 117)
- 2011–2013: Super ninja –
  - Detektyw Briggs (odc. 5),
  - Artur Vanhauser (odc. 7),
  - prokurator (odc. 10)
- 2011–2013: Tajemnice domu Anubisa – Sierżant Roebuck (odc. 8–9, 11–12, 14)
- 2011: ThunderCats –
  - mieszkaniec Thundery (odc. 1),
  - Lynx-O (odc. 2),
  - Kucharz (odc. 3),
  - Sauro (odc. 4),
  - prowadzący zawody (odc. 8)
- 2011: Ul – Tata
- 2011: W jak Wypas
- 2011: Wło-cha-cha-cze – lektor
- 2011: Niesamowity świat Gumballa –
  - Lektor (odc. 19–22 – pierwsza wersja),
  - narrator filmu (odc. 99a),
  - Phillip „Sekator” (odc. 100a),
  - Humanoid (odc. 100b),
  - telewizyjny głos Gumballa (odc. 100b),
  - spiker Pokazu talentów w Elmore (odc. 102a),
  - Joao (odc. 102b),
  - agent (odc. 103a),
  - Goblin (odc. 107a, 108b)
- 2011–2013: Zielona Latarnia –
  - głos ze statku (odc. 14),
  - Łowcy (odc. 14–15, 17, 20),
  - głos komputera (odc. 24)
- 2011: Power Rangers Samurai
- 2011–2016: Bąbelkowy świat gupików –
  - Małż (odc. 1–2, 6, 10),
  - Krab majster (odc. 3),
  - czerwony smok (odc. 3),
  - Zgniły Pomidor (odc. 4),
  - Goryl (odc. 6),
  - Wielka niebieska ryba (odc. 6),
  - Głos krzyczący słowo Glinozaury (odc. 9),
  - Krab reżyser przedstawienia (odc. 12),
  - jeden z mastodontów (odc. 12),
  - krab ogrodnik (odc. 13),
  - Potwór morski (odc. 16),
  - Maszerujący bandyta (odc. 17),
  - kosmita (odc. 18),
  - komendant straży pożarnej (odc. 26),
  - czerwony smok (odc. 26),
  - Szef hien-bandytów (odc. 27),
  - fioletowa ciężarówka gigant pełna siana (odc. 28),
  - Nilowy krokodyl (odc. 35),
  - bibliotekarz cyklop (odc. 39),
  - Kołtun (odc. 40),
  - kosmiczny robot (odc. 44),
  - jedna z wielkich małp (odc. 53),
  - Zgniły Pomidor (odc. 61),
  - Paskudny Sid (odc. 66)
- 2011: Nadzdolni – ochroniarz (odc. 46)
- 2011: Ja w kapeli – Łapa
- 2011: Rycerz Mike – Kowal
- 2011: Rango
- 2011: Ben 10: Ultimate Alien –
  - Gniew,
  - Amfibia,
  - Urzug
- 2011: Gormiti – Lavion
- 2011: Ben 10: Zniszczyć wszystkich kosmitów – Tetrax
- 2011: Heca w zoo
- 2011: Kumple z dżungli – kierunek biegun – mors Elvis
- 2011: Kung Fu Panda 2 – Mistrz Krokodyl
- 2011: Kung Fu Panda: Sekrety mistrzów – Krokodyl
- 2011: Pokémon: Biel – Victini i Zekrom – narrator
- 2011: Pokémon: Czerń – Victini i Reshiram – narrator
- 2011: Przygoda w Paryżu
- 2011: Przygody Tintina
- 2011: Rango
- 2011: Scooby Doo: Epoka Pantozaura
- 2011: Thor: Opowieści Asgardu – Fandral
- 2011: Thor ratuje przyjaciół –
  - Beagley,
  - Fergus,
  - Babu
- 2010–2013: Pound Puppies: Psia paczka –
  - Dyrektor Delfuego (odc. 45),
  - Shagface (odc. 48),
  - Alley Dog 1 (odc. 49),
  - Ochroniarz (odc. 49),
  - Mongo (odc. 62)
- 2010: Powodzenia, Charlie! –
  - pan Franklin (odc. 70),
  - Randy Śliski (odc. 71),
  - szeryf Parku Rozrywki Absolutnej (odc. 76)
- 2010–2012: Scooby Doo i Brygada Detektywów –
  - Robotnik #3 (odc. 1),
  - Cykadowy potwór (odc. 13)
- 2010–2011: Spike Team – Max Coachrane
- 2010: Timothy idzie do szkoły – bliźniacy Frank
- 2010–2013: Transformers Prime – Hardshell (odc. 41–42)
- 2010: Turbo Dudley – psi agent – szef
- 2010: Umizoomi
- 2010–2013: Victoria znaczy zwycięstwo – Woźny
- 2010–2013: Zwyczajny serial –
  - Frank Smith, tata Małgosi (odc. 177, 182, 195, 230),
  - jedna z gęsi (odc. 186–187),
  - kanapka #46 (odc. 190)
  - Apollo (odc. 204),
  - Harry Roughauser (odc. 206),
  - agent (odc. 215),
  - prokurator (odc. 243),
  - stary nietoperz (odc. 244),
  - 'Wallace Murco, jeden z pracowników Kopuły Alfa (odc. 250),
  - Lektor powtarzający Kolejny poziom (odc. 255)
- 2010: Harry Potter i Insygnia Śmierci: Część I
- 2010: Zakochany wilczek
- 2010: Megamocny
- 2010: Biała i Strzała podbijają kosmos
- 2010: Avengers: Potęga i moc – Hulk
- 2010: Safari 3D
- 2010: Vicky – wielki mały wiking
- 2010: Victoria znaczy zwycięstwo – woźny
- 2010: Różowa Pantera i przyjaciele
- 2010: Shrek 4
- 2010: Superszpiedzy
- 2010: Strażackie opowieści – Bubba
- 2010: Scooby Doo: Abrakadabra-Doo – Amos
- 2010: Wakfu
- 2010: Artur i Minimki 3: Dwa światy
- 2010: Stacyjkowo – Król
- 2010: Jak wytresować smoka
- 2010: Nasza niania jest agentem – Yuri
- 2010: Pokémon: Zoroark, mistrz iluzji – narrator
- 2010: Ben 10: Ultimate Alien –
  - Gniew,
  - Amfibia,
  - Quince (odc. 17),
  - Pan Wredziak (odc. 18),
  - Terrawiatr (odc. 44),
  - Hex (odc. 45),
  - Urzug (odc. 45, 47, 49, 51),
  - Diamentogłowy (odc. 46)
- E2010: Były sobie Ameryki – jeden z żołnierzy angielskich konfiskujących cukier (odc. 19)
- 2010: Generator Rex –
  - archeolog (odc. 44),
  - Gharun Set (odc. 44),
  - Gniew (odc. 51),
  - gladiator (odc. 53),
  - Durango (odc. 56)
- 2010: G.I. Joe: Renegaci –
  - Major Bludd (odc. 5, 23),
  - Generał Abernati (odc. 26)
- 2010: Kapitan Biceps –
  - Szef Cola (odc. 13),
  - Barbarzyńca (odc. 33),
  - Ojciec Betty Blok (odc. 51),
  - Sierżant Triceps (odc. 56),
  - Władca cieni (odc. 63),
  - Ojciec Złotej Rączki (odc. 66),
  - Pochłaniacz / Jacek Suszka (odc. 71)
- 2010–2011: Lego: Fabryka bohaterów – Witch Doctor
- 2010–2013: Liga Młodych – Black Lightning (odc. 46)
- 2010: Mela i smoki – Drogi Smok
- 2010: My Little Pony: Przyjaźń to magia –
  - Król Sombra (odc. 53–54),
  - Doktor Caballeron (odc. 69, 131, 160),
  - Bulk Biceps (odc. 75, 89, 121, 145),
  - Zmieniony głos Fluttershy (odc. 79),
  - Cranky Doodle Osioł (odc. 100),
  - Delegaci (odc. 101),
  - Książę Rutherford (odc. 102, 154, 170–171),
  - Big Daddy McColt (odc. 114, 148),
  - Konferansjer (odc. 124)
- 2010: Para królów – Srebrny Lis (odc. 60)
- 2010: Ciekawski George 2: Gońcie tę małpę! – Ivan
- 2010–2013: Pokémon: Czerń i Biel –
  - Narrator,
  - kontakt Zespołu R (odc. 12 serii XIV),
  - Komentator Ligi Kanto (odc. 19 serii XVI),
  - członek Zespołu Plazma (odc. 21–22, 24 serii XVI)
- 2009: Dragon Age: Początek
- 2009: Dzieci Ireny Sendlerowej – dobry Niemiec
- 2009: Pokémon: Arceus i Klejnot Życia – narrator
- 2009: Pokémon: Giratina i Strażnik Nieba –
  - Narrator,
  - Moose
- 2009: Scooby-Doo: Strachy i patałachy
- 2009: Balto II: Wilcza wyprawa – Muc / Rosomak #1
- 2009: Strażnicy z Chinatown – Generał Yang /Kameleon
- 2009: Potwory kontra Obcy
- 2009: Power Rangers RPM – Venjix
- 2009: Ben 10: Obca potęga – Gniew
- 2009: Hotel dla psów
- 2009: Aaron Stone – Łamacz Dusz
- 2009: Planeta 51
- 2009–2011: Hot Wheels: Battle Force 5
- 2009: Ja w kapeli – Łapa (odc. 21–22)
- 2009: Liga Złośliwców – Barwinek (odc. 35b)
- 2009: Małe królestwo Bena i Holly
- 2009: Mikołajek –
  - Euzebiusz,
  - Rosół,
  - tata Euzebiusza (odc. 79)
- 2009: Power Rangers RPM – Venjix
- 2009: Sally Bollywood –
  - lektor,
  - jeden ze wspólników wujka Sinitty (odc. 4a),
  - ochroniarz #2 (odc. 5b)
- 2009: Superszpiedzy –
  - Kapitan kutra rybackiego (odc. 19),
  - Taksówkarz (odc. 29),
  - Policjant #2 (odc. 30),
  - Pan Pipeta (odc. 33),
  - Mister Planeta (odc. 39)
- 2009: Tara Duncan –
  - Lykaos (odc. 6),
  - sprzedawca ryb (odc. 11)
- 2008–2009: Animalia
- 2008–2009: Ben 10: Obca potęga –
  - Gniew (odc. 39–40, 43),
  - Hex (odc. 41),
  - Mega Szlamfajer (odc. 46)
- 2008: Batman: Odważni i bezwzględni –
  - Aquaman (odc. 3, 9, 14, 24, 25),
  - Major Disaster (odc. 20, 56),
  - Teth-Adam (odc. 36),
  - Killer Croc (odc. 55),
  - Pharaoh (odc. 57),
  - Major Force (odc. 62),
  - Kapitan Boomerang (odc. 64)
- 2008–2009: Była sobie Ziemia –
  - jeden z Afrykanów (odc. 4),
  - Ramirez (odc. 7),
  - jeden z członków plemienia (odc. 9),
  - generał (odc. 20),
  - leśniczy (odc. 21),
  - jeden z mongolskich żołnierzy (odc. 22),
  - lekarz w okularach (odc. 24),
  - mężczyzna przedstawiający kurtkę z ekranem (odc. 25)
- 2008: Batman: Odważni i bezwzględni – Aquaman
- 2008: Scooby Doo i miecz samuraja
- 2008: Jan Paweł II: Historia papieża Polaka –
  - dyrektor Instytutu w Wadowicach,
  - Juliusz Kydryński,
  - jeden z atakujących żołnierzy niemieckich,
  - arcybiskup Eugeniusz Baziak,
  - Prorykel
- 2008: Kung Fu Panda: Sekrety Potężnej Piątki – Krokodyl
- 2008: Opowieści dziwnej treści: Trzy świnki
- 2008: Scooby Doo i miecz samuraja
- 2008: Sezon na misia 2
- 2007–2011: Przygody Sary Jane –
  - Kapitan Tybo (odc. 24–25),
  - sklepikarz (odc. 44–45, 49)
- 2007: Sushi Pack – Uni
- 2007: Zagroda według Otisa –
  - Karol (odc. 17),
  - Kogut (odc. 18b),
  - Małż (odc. 25b),
  - Borygard (odc. 26 – pierwsza wersja)
- 2007–2010: Kudłaty i Scooby Doo na tropie – Pan Twardziel
- 2007: Koń wodny: Legenda głębin
- 2007: Świnka Peppa
- 2007: Chowder – Aligator
- 2007: Chowder –
  - kierowca furgonetki z zielodami (odc. 36a),
  - Aligator (odc. 38b),
  - Kaczka po chińsku (odc. 40b),
  - Arbor (z żółtymi włosami) (odc. 49a)
- 2007–2015: Fineasz i Ferb –
  - Whiplash (odc. 111–112),
  - Sanitariusz w kantynie (odc. 131–132)
- 2007: iCarly –
  - szef strażników (odc. 28),
  - Connick (odc. 46/47),
  - głos (odc. 46/47),
  - reporter #1 (odc. 46/47),
  - sędzia #2 (odc. 46/47)
- 2006: Krowy na wypasie – Duke (druga wersja)
- 2006: Romeo i Julia: Złączeni pocałunkiem – Benvolio
- 2005: Wiedźma chrzestna 2: Zemsta Jimmy’ego – Harry
- 2005: Przygody Goździka Ogrodnika
- 2005: Robotboy
- 2004: Małgosia i buciki
- 2004: Batman – Temblor
- 2003–2004: Andzia – Niedźwiadek
- 2002: Inspektor Gadżet – Ostatnie zadanie
- 2001: Olinek Okrąglinek: Obrońca uśmiechu – Willy / Wolly
- 2001–2017: Przygody Timmy’ego / Wróżkowie chrzestni –
  - Dorosły Chester z alternatywnej postapokaliptycznej przyszłości (odc. 53),
  - szef taty Timmy’ego (odc. 53),
  - policjant #1 (odc. 53),
  - pies Tony’ego Przyszłościela (odc. 53),
  - Ciężki Hal (odc. 53),
  - ojciec Jonny’ego Hunta (odc. 53),
  - Danny Donut (odc. 53),
  - ojciec kierowcy wyścigowego (odc. 54),
  - potwór (odc. 54),
  - kaczor (odc. 55),
  - bekający facet (odc. 55),
  - wróżkowy taksówkarz (odc. 55, 66b),
  - doktor #1 (odc. 56b),
  - pan Szalzbir (odc. 61a),
  - Doktor Uchylec (odc. 62b, 65b),
  - głos ostrzegający o wybuchu wulkanu (odc. 63a),
  - Ciemny Laser (Dark Laser) (odc. 64a),
  - żarło przygotowane przez Juantissima (odc. 66b),
  - kierownik #1 (odc. 67b),
  - pilot odrzutowca (odc. 68a),
  - złodziej (odc. 68a),
  - Napoleon (odc. 68b),
  - kierowca autobusu (odc. 69),
  - Rockwell (odc. 69),
  - Agent Militarnej Elitarnej Roboty Federalnej #1 (odc. 96),
  - ochroniarz (odc. 122)
- 2001: Pokémon 3: Zaklęcie Unown – narrator
- 2001: Odjazdowe zoo
- 2000–2004: Yu-Gi-Oh! –
  - Seto Kaiba,
  - Kemo (odc. 3–4),
  - komentator na stadionie (odc. 2)
- 2000: Pokémon: Powrót Mewtwo – narrator
- 1999: SpongeBob Kanciastoporty –
  - lekarz (odc. 56ab),
  - gość w kostiumie Goryla (odc. 56b),
  - Miecio, rybi szef (odc. 58a),
  - złodziej z wyobraźni SpongeBoba (odc. 58a),
  - jeden z kuzynów Planktona (odc. 58b),
  - rybi prezenter (odc. 59),
  - kraboburger ze snu SpongeBoba (odc. 61a),
  - Wielka Szczena (odc. 61b),
  - mięśniak (odc. 87a),
  - potwór z pcheł (odc. 90a),
  - Black Jack (odc. 93c),
  - Boski Ed’ (odc. 111),
  - ratownik (odc. 111),
  - Larry (odc. 118a),
  - Pirat z Mózgiem (odc. 135b),
  - potwór-ręka (odc. 135b),
  - masażysta Mirek (odc. 140b),
  - doktor Przyziemny (odc. 204a),
  - Król Neptun (odc. 211b)
- 1999: Legenda Titanica –
  - Mężczyzna przepędzający kota,
  - pan, który kupił gazetę,
  - jeden z rekinów,
  - sternik na statku,
  - jedna z myszy,
  - Stangert
- 1998: Pokémon: Film pierwszy – narrator
- 1998: Papirus: Zemsta Seta –
  - Faraon Meremre,
  - Keptes,
  - chudy strażnik (większość scen),
  - gruby strażnik (pierwsza scena)
- 1997–2009: Pokémon –
  - Narrator (oprócz serii X),
  - A.J (odc. 8),
  - Pyro (odc. 40),
  - hiker (odc. 51),
  - komentator (odc. 52),
  - Potter (odc. 68),
  - Cleavon Schpielbunk (odc. 69–70),
  - Kapitan (odc. 95),
  - kucharz (odc. 100),
  - Pokédex (odc. 106–271),
  - Sylvester (odc. 145),
  - chuligan (odc. 173),
  - sędzia (odc. 194),
  - kapitan Marius (odc. 210),
  - sędzia (odc. 216–217),
  - lider złodziei (odc. 218),
  - Carter (odc. 225),
  - Ken (odc. 246),
  - Mason (odc. 247),
  - Blurt (odc. 264),
  - Kai (odc. 273),
  - członek Magma (odc. 276),
  - Nicholai (odc. 279),
  - Brawly (odc. 294–305),
  - Tabitha (odc. 301)
- 1997: Pippi Langstrumpf –
  - Fridolf,
  - prowadzący cyrk
- 1996–2001: Billy – kot –
  - dr Dorkman (odc. 42),
  - bóbr #1 (odc. 43),
  - Roman (odc. 45)
- 1996–1997: Wyspa dinozaura – Wolniak
- 1996: Jaś i Małgosia –
  - narrator
  - Sowa Puk
- 1989: Simpsonowie – Homer Simpson (sezon III)
- 1989–1993: Owocowe ludki
- 1988: Z pradziejów naszej ziemi – podróż do Wielkiej Doliny (wersja TVP)
- 1987: O czym szumią wierzby
- 1983: Dzielny szeryf Lucky Luke –
  - Drwal,
  - Barman
- 1982: Ostatni jednorożec –
  - wędrowiec #2,
  - jeden z wieśniaków przy ognisku
- 1979–1982: Scooby i Scrappy Doo (wersja DVD)
- 1976: Scooby Doo
  - Juan Martinez (wersja DVD; odc. 2),
  - pan Wilit (wersja DVD; odc. 16),
  - Tatuś Hatfield (wersja DVD; odc. 23),
  - pilot 1 (wersja DVD; odc. 27),
  - José (wersja DVD; odc. 32)
- Matka Teresa z Kalkuty –
  - Narrator,
  - Nikollë, ojciec Teresy,
  - kardynał,
  - jeden z uczestników przemówienia Matki Teresy

### Gry
- 2000: Homeworld –
  - Komunikaty radiowe,
  - Jednostki
- 2000: SWAT 3: Close Quarters Battle – Obserwator
- 2001: Beat Up a Millionaire – Prowadzący
- 2001: Evil Islands: Klątwa zagubionej duszy –
  - Erfar Silvertongue,
  - Rivar Hulk,
  - Urzędnik Cesarstwa Khadaganian,
  - Gubernator Valrasian,
  - Sver Traper,
  - Szary Liść,
  - Trickster,
  - Fairakh,
  - Baluddin
- 2001: Evil Twin: Kroniki Cypriena – Cyprien
- 2001: Necronomicon: Świt ciemności –
  - Edgar Wycherley,
  - Kapitan w porcie,
  - Artur Procop,
  - Bibliotekarz Sanders
- 2001: Orientalne noce –
  - Ali,
  - Członkowie Sekty Czarnego Księżyca,
  - Ghule,
  - Nędzarz,
  - Nieśmiertelni,
  - Sprzedawca jedzenia,
  - Strażnik bramy
- 2001: Real War: Prawdziwa wojna – Przywódca sił NAW
- 2002: Airline Tycoon Evolution –
  - Igor Tuppolevsky, właściciel Phoenix Travel,
  - Sprzedawca samolotów Makel & Sons
- 2002: Conquest: Wojny pogranicza – członek załogi
- 2002: Hooligans: Europejska zadyma –
  - Policjanci,
  - Kibole
- 2002: Pool of Radiance: Ruiny Myth Drannor –
  - Eadred,
  - Harldain Żelaznosztaby,
  - Husrug,
  - Zax
- 2002: Starmageddon –
  - Angelus,
  - Beldor,
  - Sogg
- 2002: Syberia –
  - Oskar,
  - Dan Foster
- 2002: Władca Pierścieni: Drużyna Pierścienia –
  - Samwise Gamgee,
  - Dziadunio Gamgee
  - Bill Ferny,
  - Hal,
  - Zbój
- 2003: GROM: Terror w Tybecie –
  - Hans Dietrich,
  - Dakpa,
  - Niemiecki generał
- 2003: Post Mortem –
  - Inspektor Aristide Lebrun,
  - Théo Male
- 2004: No Man’s Land: Walcz o swoje prawa! –
  - Jeremias Sanders,
  - Magua
- 2004: Syberia II – Oskar
- 2005: Skoki narciarskie 2006 – Komentator
- 2006: Wesoła szkoła 2
- 2006: Wesoła Szkoła 3 –
  - Kapitan wynalazca (Łódź podwodna),
  - Marynarz (Port)
- 2008: Avencast: Rise of the Mage –
  - Czarodziej,
  - Demon,
  - Frazz,
  - Katownik,
  - Kwiriusz,
  - Psion
- 2008: Darkness Within: In Pursuit of Loath Nolder –
  - Loath Nolder,
  - Clark Field
- 2008: Fallout 3 – Lucas Simms
- 2008: Heroes of Might and Magic V: Dzikie hordy –
  - Gotai,
  - Biskup Melchior,
  - Żywiołak Ognia,
  - Wyrocznia,
  - Niebieski Kapłan,
  - Prorok
- 2008: Mass Effect –
  - Suweren,
  - Ambasador Calyn
- 2009: Dragon Age: Początek –
  - Legnar,
  - Gwardzista Loghaina
- 2010: Dragon Age: Początek – Przebudzenie –
  - Plebejusz,
  - Duch krasnoluda
- 2010: Mass Effect 2 –
  - Jacob Taylor,
  - Wojownik urdnotów
- 2010: Tom Clancy’s H.A.W.X. 2
- 2011: Afterfall: inSanity – Mężczyzna w schronie #3
- 2011: Battlefield 3 – Sanitariusz
- 2011: Disciples III: Wskrzeszenie – Hordy Nieumarłych –
  - Ashgan,
  - Lord krwi,
  - Strażnik kości
- 2011: League of Legends –
  - Draven,
  - Lucian,
  - Yasuo
- 2011: Might & Magic: Heroes VI –
  - Kraal,
  - Hafayyad,
  - Gwardzista,
  - Jeździec Słońca,
  - Pajęczy strażnik
- 2011: The Elder Scrolls V: Skyrim –
  - Skjor,
  - Legat Skulnar,
  - Aslfur,
  - Maro,
  - Legat Taurinus Duilis,
  - Severio Pelagia,
  - Adventus Caesennius,
  - Legat Fasendil,
  - Dalan Merchand,
  - Cesarski dezerter,
  - Inni cesarscy
- 2011: Wiedźmin 2: Zabójcy królów –
  - Ziggy Król,
  - Ździeblarz,
  - Skogen,
  - Dalin,
  - Strażnik bramy obozu
- 2012: Elsword – Bandzior (1. wersja)
- 2012: Hitman: Rozgrzeszenie –
  - Adam „Kane” Marcus,
  - Gwardziści Blake’a,
  - Ochroniarz,
  - Strażnik,
  - Widz walki
- 2012: Resistance: Burning Skies – Minuteman #3
- 2012: StarHawk – Emmett Graves
- 2012: The Elder Scrolls V: Skyrim – Dawnguard – Przywódcy
- 2012: Twisted Metal – Mr. Grimm
- 2013: Crysis 3 – Żołnierz CELL #6
- 2013: Killzone: Shadow Fall – Sinclair
- 2013: Knack – Gundahar
- 2013: The Elder Scrolls V: Skyrim – Hearthfire – Służący
- 2013: Warface: Ice Breaker – Żołnierz
- 2014: Hearthstone –
  - Rexxar (Łowca),
  - Dowódca rajdu,
  - Arcymag,
  - Tyrion Fordring,
  - Prorok Velen,
  - Dożynkarz 4000 (Gobliny vs Gnomy),
  - Naganiacz mechów (Gobliny vs Gnomy),
  - Ogr ninja (Gobliny vs Gnomy),
  - Soggoth Oślizgły (Przedwieczni bogowie),
  - Rexxar (Łowca śmierci) (Rycerze Mroźnego Tronu),
  - Tyrion Fordring (Rycerze Mroźnego Tronu),
  - Dreszczołak (Wiedźmi Las)
- 2014: inFamous: Second Son –
  - Przechodzień,
  - Agent DOZ
- 2014: Twierdza: Krzyżowiec II –
  - Komentator,
  - Imperator (Imperator i pustelnik),
  - Khalif,
  - Pustelnik (Imperator i pustelnik),
  - Ryszard Lwie Serce,
  - Szach,
  - Szakal
- 2015: Battlefield Hardline – Agent Guzman
- 2015: Disney Infinity 3.0
- 2015: Heroes of the Storm – Rexxar
- 2015: Rise of the Tomb Raider –
  - Carraldus,
  - Żołnierze Trójcy,
  - Zbir
- 2015: Wiedźmin: Dziki Gon –
  - Ginter de Lavirac,
  - Niellen,
  - Egzekutor
- 2015: Wiedźmin: Dziki Gon – Serca z kamienia –
  - Ewald Borsody,
  - Hilbert
- 2016: Battlefield 1
- 2016: Dishonored 2 – Strażnicy
- 2016: Lego Gwiezdne wojny: Przebudzenie Mocy – admirał Statura
- 2016: Wiedźmin: Dziki Gon – Krew i wino –
  - „Szczota”,
  - Nilfgaardczycy
- 2017: Dishonored: Death of the Outsider – Strażnicy
- 2017: Elex –
  - Drog,
  - Herbert,
  - Caleb,
  - Pustelnik,
  - Raudor
- 2017: Knack II – Gundahar
- 2017: Lego Marvel Super Heroes 2 –
  - Crimson Dynamo,
  - Cyril,
  - Atilańczyk,
  - Obywatel Atlantydy,
  - Sługa Kree,
  - Ursa Major
- 2017: The Lego Ninjago Movie – Gra wideo –
  - Generał,
  - Budowlaniec,
  - Staruszek,
  - Obywatele
- 2017: Sniper: Ghost Warrior 3
- 2017: Star Wars: Battlefront II
- 2017: Syberia 3 – Burmistrz Bouliakine
- 2017: Ukryty plan – Ray Winser, DJ radiowy
- 2018: Spider-Man –
  - jeden z Motocyklistów,
  - jeden z więźniów,
  - ratownik,
  - robotnik
- 2018: Spyro Reignited Trilogy – Victor St. Grand
- 2018: Starlink: Battle for Atlas –
  - Delbin (Spyro the Dragon),
  - Lindar (Spyro the Dragon),
  - Magnus (Spyro the Dragon)
  - Bryzoptak Fisher (Spyro 2: Ripto’s Rage!),
  - Gruda (Spyro 2: Ripto’s Rage!),
  - Robozarządca (Spyro 2: Ripto’s Rage!),
  - Aleks (Spyro: Year of the Dragon),
  - Burmistrz Leo (Spyro: Year of the Dragon)

### Słuchowiska
- 2010: Narrenturm –
  - Walter de Barby,
  - Gamrat,
  - Zakonnik
- 2011: Miecz przeznaczenia –
  - Pryszczaty (Granica możliwości),
  - Strażnik
- 2011: Ręczna robota –
  - Mężczyzna (odc. 14),
  - Dyspozytor (odc. 66)
- 2012: Boży bojownicy – Wilem Jenik
- 2013: Lux perpetua –
  - Wilkosz Lindenau,
  - Venantius Pack,
  - Przedbor z Pohorzilek
- 2013: Salome – Nubijczyk
- 2014: Sezon burz – jeden z bywalców
- 2015: Listonosz zawsze dzwoni dwa razy – Sierżant
- 2016: Antoniusz i Kleopatra – Posłaniec #1
- 2016: Lśnienie –
  - Ojciec Wendy,
  - Urzędnik,
  - Pilot #2
- 2017: Virion. Wyrocznia
- 2018: Zamęt – Dziennikarz NTV 24

### Spektakle
- „Babiniec” reż. Mikołaj Grabowski
- „Iwona, Księżniczka Burgunda” reż. Jan Peszek
- Teatr Stary
- „Biesy” reż. Ludwik Flaszen
- Teatr Polski w Szczecinie
- „Księga raju” reż. Artur Hoffman
- „Porwanie Baltazara Gąbki” reż. Adam Opatowicz
- Teatr Narodowy
- „Król Lear” reż. Maciej Prus
- „Halka Spinoza” reż. Jerzy Grzegorzewski
- „Dialogus De Pasione” reż. Kazimierz Dejmek
- „Wybrałem dziś Zaduszne Święto” reż. Janusz Wiśniewski
- „Na czworaka” reż. Kazimierz Kutz
- „Operetka” reż. Jerzy Grzegorzewski
- „Sen nocy letniej” reż. Jerzy Grzegorzewski
- „Ryszard II” reż. Andrzej Seweryn
- „Marat/Sade” reż. Maja Kleczewska
- Teatr Art D
- „Proszę Słonia”
- „Pipi”
- „Ferdynand Wspaniały”
- Teatr Telewizji
- „Matka Courage” reż. Laco Adamik
- „Nesta” reż. Kazimierz Kutz
- „Spotkania z historią” reż. Laco Adamik”